# Championnats d'Europe de char à voile 2005
Navigation
2004 2006
Les 42e championnats d'Europe de char à voile 2005, organisés par le pays hôte sous l'égide de la fédération internationale du char à voile, se sont déroulés à Terschelling aux Pays-Bas et à Benone (en) en Irlande,.

## Podiums
| Épreuve         | Or                | Argent            | Bronze               |
| Terschelling    | Terschelling      | Terschelling      | Terschelling         |
| --------------- | ----------------- | ----------------- | -------------------- |
| Classe Standart | Sylvain Lebaillif | Ronan Simoneau    | Jean Claude Bouville |
| Classe 2        | Didier Gervais    | Jean Claude Morel | Johan Sobry          |
| Classe 3        | Gabriel Valat     | François Grard    | Olivier Imbert       |
| Classe 5        | Alban Morandière  | Xavier Faucon     | Aurélien Morandière  |
| Benone (en)     |                   |                   |                      |
| Classe 8        | Peter Swann       | Graham Steel      | Simon Bosworth       |

| Épreuve         | Or                                | Argent             | Bronze           |
| Terschelling    | Terschelling                      | Terschelling       | Terschelling     |
| --------------- | --------------------------------- | ------------------ | ---------------- |
| Classe Standart | Marie-Christine Ribaud de Gineste | Christine Chuberre | Annelies Heutink |
| Classe 2        | Imke Borrowski                    |                    |                  |
| Classe 3        | Hélène Cazier                     | Christine Heath    |                  |
| Classe 5        | Amandine Morhaim                  | Marjorie Bernier   | Olivia Lys       |
| Benone (en)     |                                   |                    |                  |
| Classe 8        | Karen Mansfield                   |                    |                  |

## Tableau des médailles par nation
| Rang | Nation      | Or | Argent | Bronze | Total |
| ---- | ----------- | -- | ------ | ------ | ----- |
| 1    | France      | 4  | 4      | 3      | 11    |
| 2    | Royaume-Uni | 1  | 1      | 1      | 3     |
| 3    | Belgique    | -  | -      | 1      | 1     |

| Rang | Nation      | Or | Argent | Bronze | Total |
| ---- | ----------- | -- | ------ | ------ | ----- |
| 1    | France      | 3  | 2      | 1      | 6     |
| 2    | Royaume-Uni | 1  | 1      | -      | 2     |
| 3    | Pays-Bas    | 1  | -      | 1      | 2     |